# Убивці (фільм, 1956)
«Убивці» — радянська короткометражна екранізація однойменного оповідання американського письменника Ернеста Хемінгуея, курсова робота, поставлена восени 1956 року групою студентів ВДІКу, що навчалися в режисерському класі Михайла Ромма.
Основна сцена в кафе поставлена Андрієм Тарковським спільно з Марікою Бейку. Другу сцену, в якій  Василь Шукшин грав побитого боксера, поставив  Олександр Гордон. Це перший з трьох короткометражних фільмів («Убивці», «Сьогодні звільнення не буде», «Коток і скрипка»), поставлених Андрієм Тарковським під час його навчання у ВДІКу. Фільм удостоївся високої оцінки Михайла Ромма.

## Сюжет
Точна екранізація однойменного оповідання. Двоє найманих вбивць приїжджають в маленьке містечко. Їх жертва — боксер Оле Андресон. Хоча він дізнається про можливий замах, але нічого не робить, щоб врятуватися.

## У ролях
- Юлій Файт —  Нік Адамс, завсідник бару
- Олександр Гордон —  Джордж, бармен
- Валентин Виноградов —  Ел, бандит
- Вадим Новіков —  Макс, бандит
- Юрій Дубровін —  1-й відвідувач
- Андрій Тарковський —  2-й відвідувач
- Василь Шукшин —  Оле Андресон, боксер-швед
- Ерменгельд Коновалов —  Сем, кухар

## Знімальна група
- Режисери — Маріка Бейку, Олександр Гордон, Андрій Тарковський
- Сценаристи — Олександр Гордон, Андрій Тарковський
- Оператори — Олександр Рибін, Алфредо Альварес